# Самохін Володимир Калістратович
Володимир Калістратович Самохін — український художник — живописець, майстер жанрової картини, пейзажу і портрету, педагог. Митець працює в традиційній манері та є представником реалістичної школи мистецтва в Україні. Член Національної Спілки художників України.
Творчій доробок митця представлений у міжнародних рейтингах: «A Dictionary of Twentieth Century Russian and Soviet Painters 1900-1980s» та «Единый художественный рейтинг», 1999 р., які систематизували історію радянського та сучасного мистецтва.

## Біографія
Народився в 27 лютого 1938 року в сім'ї військовослужбовця в м. Канськ, СРСР.
Мистецьку освіту здобув у Московській художній середній школі, яку закінчив із золотою медаллю в 1957 році, та в 1965 році закінчив Київський Державний Художній інститут із дипломною роботою «Портрет генерального конструктора О. К. Антонова», яка знаходиться в музеї АНТК ім. Антонова. Викладачами художника були відомі професори Штільман І. Н., Чичкан Л. І., Трохименко К. Д., Забашта В. І.
У 1965 році митець розпочав творчу діяльність, художник є одним з чинних представників реалістичної школи мистецтва в Україні, він брав участь в обласних, всеукраїнських, міжнародних виставках та аукціонах з живопису, постійно працював художником-живописцем у ТПО «Художник» українського художнього фонду Спілки художників, виконуючи творчі замовлення.
З 2008 року є професором Міжнародної Академії Комп'ютерних Наук та Систем. З 1974 року є членом Національної Спілки художників України, секції живопису КОНСХУ.
Володимир Самохін — автор епічних жанрових картин, портретів та пейзажів, які експонуються в державних музеях, установах та закладах України. Автор плідно працює в галузі живопису, у жанрах картини, пейзажу, портрету та натюрморту, постійно бере участь у Всеукраїнських та міжнародних художніх виставках.
Володимир Самохін викладав з 1966 р. по 2017 р. в  Державній художній середній школі ім. Т. Г. Шевченка, був одним з ведучих спеціалістів з фаху, мав більш 11 випусків учнів школи. Митець-педагог виховав цілу плеяду молодих художників України, таких як Заслужені художники України: Яланський А. В., Одайник О. В., Тартаковський А. І.

## Творчість
Володимир Самохін працює у традиційній реалістичній манері, властивій українській академічній школі живопису, в жанрах сюжетної картини, портрета і пейзажу (художні техніки — масло, пастель, акварель). Творам художника притаманні тонкий колорит, лірична натхненність, продумана композиція і віртуозна майстерність. Автор має заслужений успіх у глядача та користується великою популярністю художніх галерей. Твори автора були придбані Державними музеями України, Міністерством Культури України, дирекцією виставок НСХУ, а також галереями і приватними колекціонерами Німеччини, Франції, Італії, Ізраїлю, Греції, Японії, Росії та України. Художник брав участь в більш ніж 50 виставках: всеукраїнських, міжнародних, обласних, а також в міжнародних аукціонах живопису у Франції, Німеччині, Італії.
У липні 2004 року в Центральному Будинку Художника відбулась масштабна персональна виставка «Мистецька родина» з участю Н. С. Вавіної та Н. В. Самохіної, яка мала великий успіх у мистецьких колах України. На вернісажі, який охопив майже весь період творчості художника від шістдесятих до двохтисячних років, було представлено більш ніж вісімдесят робіт.
В червні 2013 році в галереї «Митець» відбулась персональна ювілейна виставка живопису Самохіна В. К. «Сага про Дніпро». На виставці були представлені сорок живописних полотен митця. Лейтмотивом вернісажу стала сага про Дніпро: мандруючи творами митця, глядач бачить, як народжується річка у витоках, шириться і набирає силу, спускаючи свої води все ближче і ближче до моря, змінюючи свої стани і фарби. Шанувальникам мистецтва представилась можливість прожити разом з художником весь шлях Великої ріки від зародження до злиття з морською стихією.
В жовтні 2018 році відбулася персональна ретроспективна виставка в Національному банку України, на якій були представлені живописні роботи за останні сорок років творчості художника.  Ретроспектива відобразила творчій шлях митця: портрети, жанрові картини, натюрморти та пейзажі, які стали основним лейтмотивом творчості художника останніх двадцять років. Твори художника оспівують красу рідного краю та присвячені різним мальовничим куточкам України.
Володимир Самохін продовжує активно працювати в галузі живопису та надалі реалізує свої творчі задуми.

## Основні роботи
1. «Портрет генерального конструктора Антонова», 1965 р., полотно, олія. Музей[6] АНТК ім. Антонова
2. «Портрет Н. Курченко», полотно, олія. Житомирський краєзнавчий музей
3. «У роки війни», полотно, олія. Художній музей, м. Суми
4. «Після далекого походу», полотно, олія.  Національний музей, м. Львів
5. «Метеорологи», полотно, олія.  Чернігівський обласний історичний музей
6. Триптих «Літаки АНТК ім. А. К. Антонова», полотно, олія, Музей АНТК ім. Антонова
7. «Дорогами еміграції», полотно, олія. Чернігівський обласний історичний музей
8. «Секретар», полотно, олія. Закарпатський обласний художній музей імені Йосипа Бокшая
9. «Кільце замкнулось», полотно, олія. Музей історії Корсунь-Шевченківської битви, м. Корсунь-Шевченківський

## Творча династія
Двоюрідний брат Анатолій Пламеницький, Народний художник України, професор НАОМА, живописець
Дочка  Надія Самохіна, живописець, дизайнер

## Нагороди
За багаторічну творчу та педагогічну працю художника було нагороджено:
медаллю «ЗА ТРУДОВУ ВІДЗНАКУ» у 1981 р.,
медаллю «В пам'ять 1500-річчя Києва» 1982 р.,
Грамотою Міністерства Культури СРСР у 1972 р. та Подякою Міністерства Культури та Туризму України у 1998 р.